# Тверской дом культуры железнодорожников
Тверской дом культуры железнодорожников — подразделение дирекции социальной сферы Октябрьской железной дороги.
Узловой дом культуры железнодорожников на станции Тверь был открыт в 1924 году в перестроенной железнодорожной казарме 1849—1951 годов постройки; до этого момента, на станции Тверь действовал клуб имени 2-го конгресса III Интернационала культурно-просветительского отдела Николаевской железной дороги. С момента основания клуб назывался «Октябрь», современное название — с 1986 года.
В марте 1924 года в клубе работало 15 кружков, в которых занималось более 500 человек. Особого расцвета клуб достиг к 1930-м — 1940-м годам, когда за один месяц его посещало более 5 000 человек. В тот же период, из бывших солистов хоров церкви Александра Невского и Спасо-Преображенского собора, работавших на железной дороге, в клубе был сформирован оперный коллектив, осуществлялись различные постановки, шедшие в сопровождении симфонического оркестра филармонии. Репертуар коллектива включал в себя исполнение опер «Русалка» А. Даргомыжского (1937) и «Евгений Онегин» П. Чайковского (1938); на сцене клуба несколько раз выступал коллектив «Синяя блуза». В 1941 году в доме культуры была организована концертная бригада, выступавшая перед бойцами, уходившими на фронт, в госпиталях. С 26 февраля 1942 года в здании клуба размещался эвакуационный госпиталь. С 1982 года в помещении клуба располагался музей тверских железнодорожников и линейная научно-техническая библиотека. С 1988 года в доме культуры работала профессиональная студия звукозаписи «Салам» (руководитель М. Саламов), удостоенная премии «Звезда» в номинации — «Лучшая студия года» (1996 год), в которой записывались многие исполнители профессиональной эстрады (Ф. Киркоров, А. Пугачева, Л. Агутин, М. Шуфутинский и другие).
Высота здания — 3 этажа, общая площадь — 2127 м². В здании 3 зрительных зал на 1050 посадочных мест, 12 помещений для проведения культурно-досуговых мероприятий.